# Antimoon-108
Antimoon-108 of 108Sb is een radioactieve isotoop van antimoon. De isotoop komt van nature niet op Aarde voor.

## Radioactief verval
Antimoon-108 bezit een halveringstijd van 7,4 seconden. Het vervalt vrijwel volledig naar de radio-isotoop tin-108:
{\displaystyle {\ce {{^{108}_{51}Sb}->{^{108}_{50}Sn}+{e^{+}}+{\nu }_{e}}}}
De vervalenergie hiervan bedraagt 8,511 MeV. Een verwaarloosbare hoeveelheid vervalt tot de radio-isotoop indium-107:
{\displaystyle {\ce {{^{108}_{51}Sb}->{^{107}_{49}In}+{p^{+}}+{e^{+}}+{\nu }_{e}}}}
103Sb · 104Sb · 105Sb · 106Sb · 106mSb · 107Sb · 108Sb · 109Sb · 110Sb · 111Sb · 112Sb · 113Sb · 114Sb · 114mSb · 115Sb · 116Sb · 116m1Sb · 116m2Sb · 117Sb · 118Sb · 118m1Sb · 118m2Sb · 119Sb · 119m1Sb · 119m2Sb · 120Sb · 120m1Sb · 120m2Sb · 120m3Sb · 121Sb · 122Sb · 122m1Sb · 122m2Sb · 122m3Sb · 123Sb · 124Sb · 124m1Sb · 124m2Sb · 124m3Sb · 125Sb · 126Sb · 126m1Sb · 126m2Sb · 126m3Sb · 127Sb · 128Sb · 128mSb · 129Sb · 129m1Sb · 129m2Sb · 129m3Sb · 130Sb · 130mSb · 131Sb · 132Sb · 132m1Sb · 132m2Sb · 133Sb · 134Sb · 134mSb · 135Sb · 136Sb · 136mSb · 137Sb · 138Sb · 139Sb · 140Sb · 141Sb